# Falköping (comuna)
Falköping (em sueco: Falköpings kommun) é uma comuna da Suécia localizada no leste do  condado da Västra Götaland. Sua capital é a cidade de Falköping. Possui 1 045 quilômetros quadrados e segundo censo de 2021, havia 33 270 habitantes.

## Etimologia e uso
O nome geográfico Falköping deriva das palavras nórdicas Falan (o nome da região) e køpunger (local de comércio), significando ”o local de comércio de Falan”.
O termo está registado no século XIII como Falucopogs, e no século XIV como Falakopungh.

Em textos em português costuma ser usada a forma original Falköping ou a forma transliterada Falkoping.

## Geografia
A comuna de Falköping está situada numa planície fértil e cultivada, interrompida por algumas montanhas velhas e erodidas com baixa altitude e topo plano (mesa).                                                                                  A parte sul da comuna tem grandes áreas florestais, a parte sudoeste tem áreas húmidas (våtmarker) parcialmente drenadas e a parte noroeste inclui a maior parte do lago Hornborgasjön.

## Localidades principais
Localidades com mais população da comuna (2020):
| # | Localidade   | População |
| - | ------------ | --------- |
| 1 | Falköping    | 17 939    |
| 2 | Stenstorp    | 1 794     |
| 3 | Floby        | 1 593     |
| 4 | Kinnarp      | 963       |
| 5 | Åsarp        | 607       |
| 6 | Vartofta     | 532       |
| 7 | Torbjörntorp | 457       |
| 8 | Gudhem       | 434       |
| 9 | Odensberg    | 291       |

## Comunicações
A comuna de Falköping é atravessada pelas estradas nacionais 46 (Ulricehamn – Borgunda, perto de Skövde) e 47  (Trollhättan – Oskarshamn). A cidade de Falköping é um  nó ferroviário, com ligações a Estocolmo, Gotemburgo e Nässjö. Dispõe do Aeroporto de Falköping (Falköpings flygplats) a poucas centenas de metros da cidade, destinado a voos comerciais e dos tempos livres.

## Património turístico
Alguns pontos turísticos mais procurados atualmente são:

- Mösseberg (montanha com 327 m de altitude; pista de esquis; torre-miradouro)
- Ålleberg (montanha com 335 m de altitude)
- Hornborgasjön (lago famosos pelas suas aves migratórias)

## Monumentos históricos e arqueológicos
- Megálitos de Ekornavallen (monumentos funerários pré-históricos)[17][18]

Comuna de Falköping
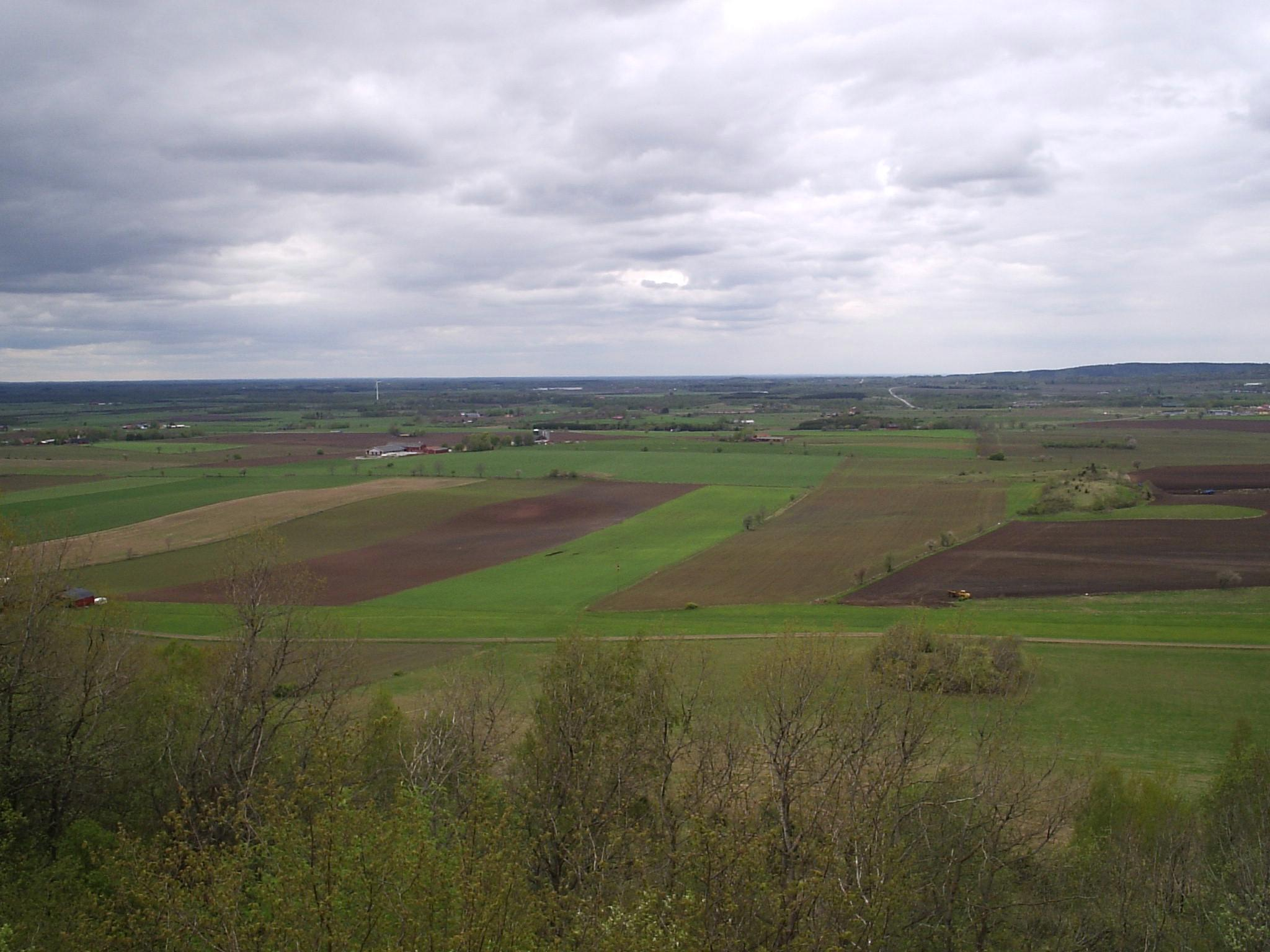
A região de Falbygden, vista da montanha de Ålleberg
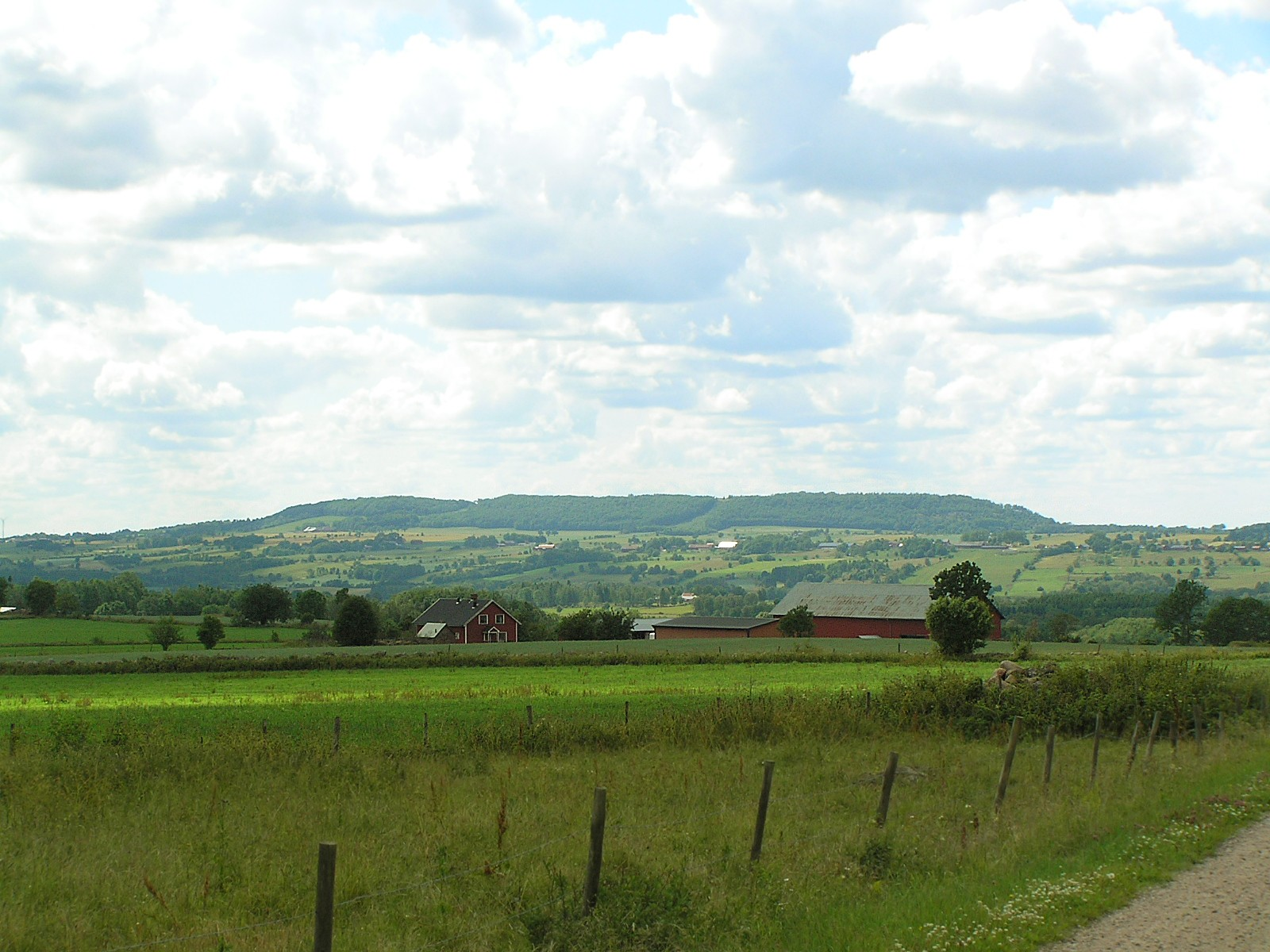
A montanha de Ålleberg
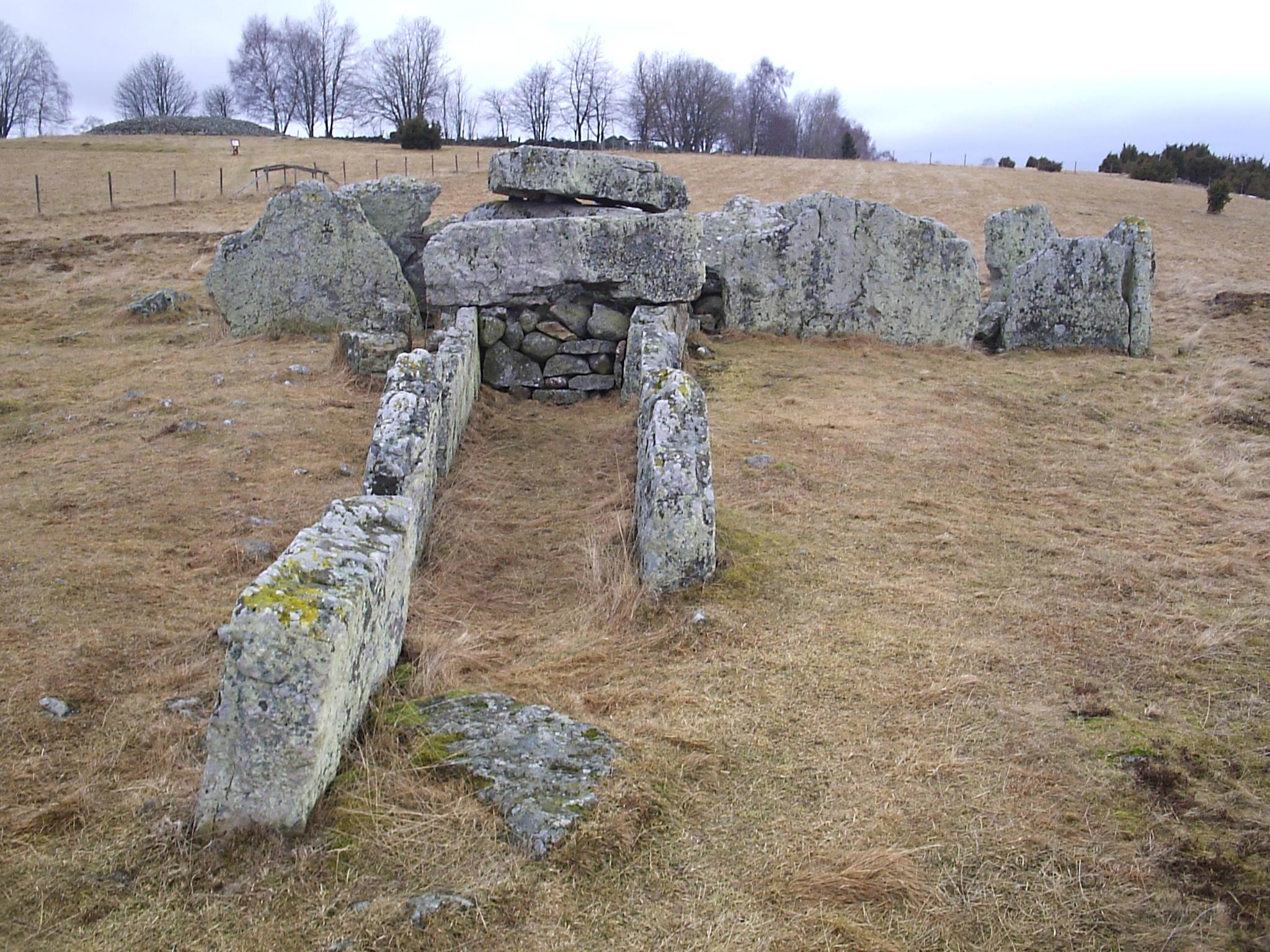
Monumento funerário pré-histórico de Ekornavallen
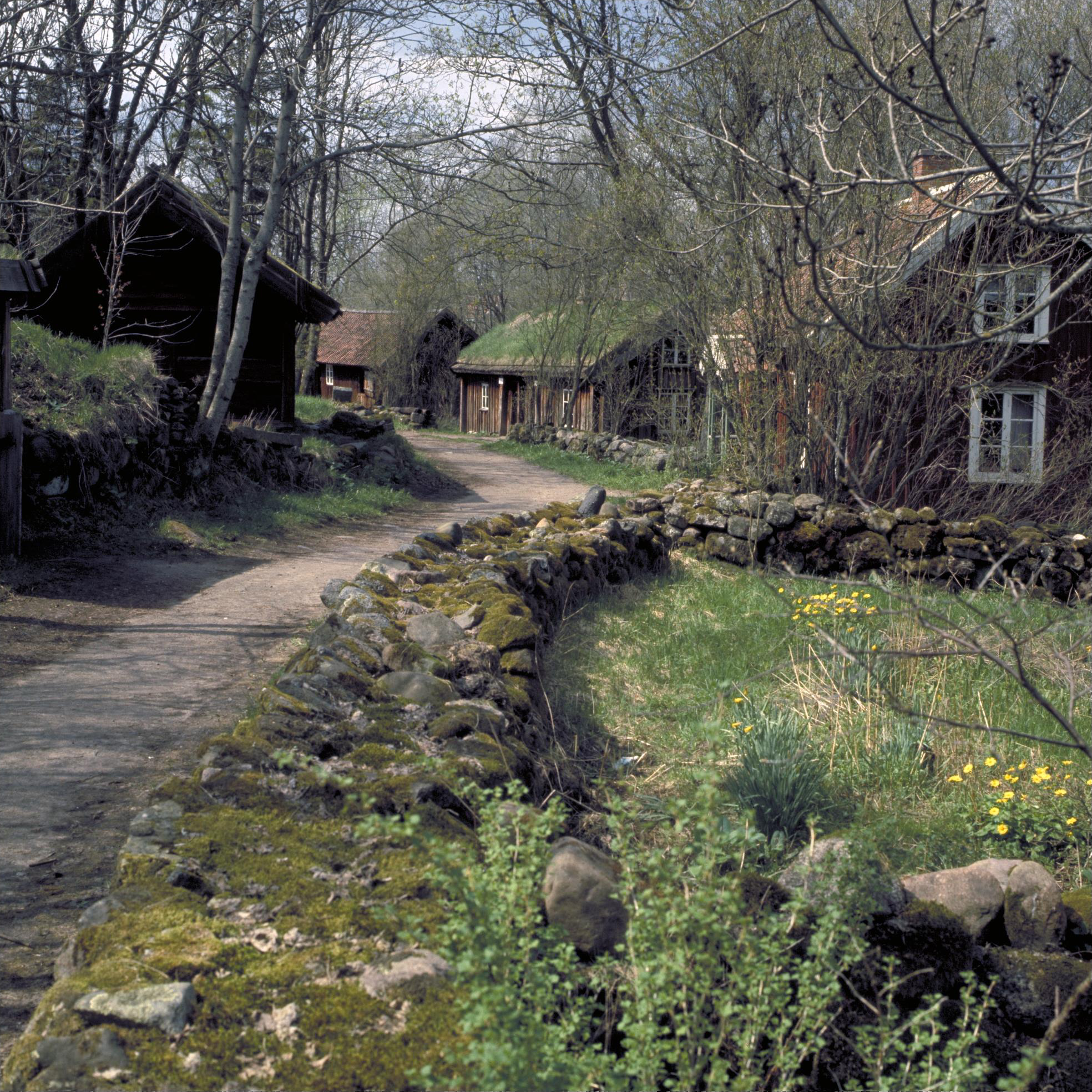
Antigas casas de Åsle Tå